# 크라코프스카문

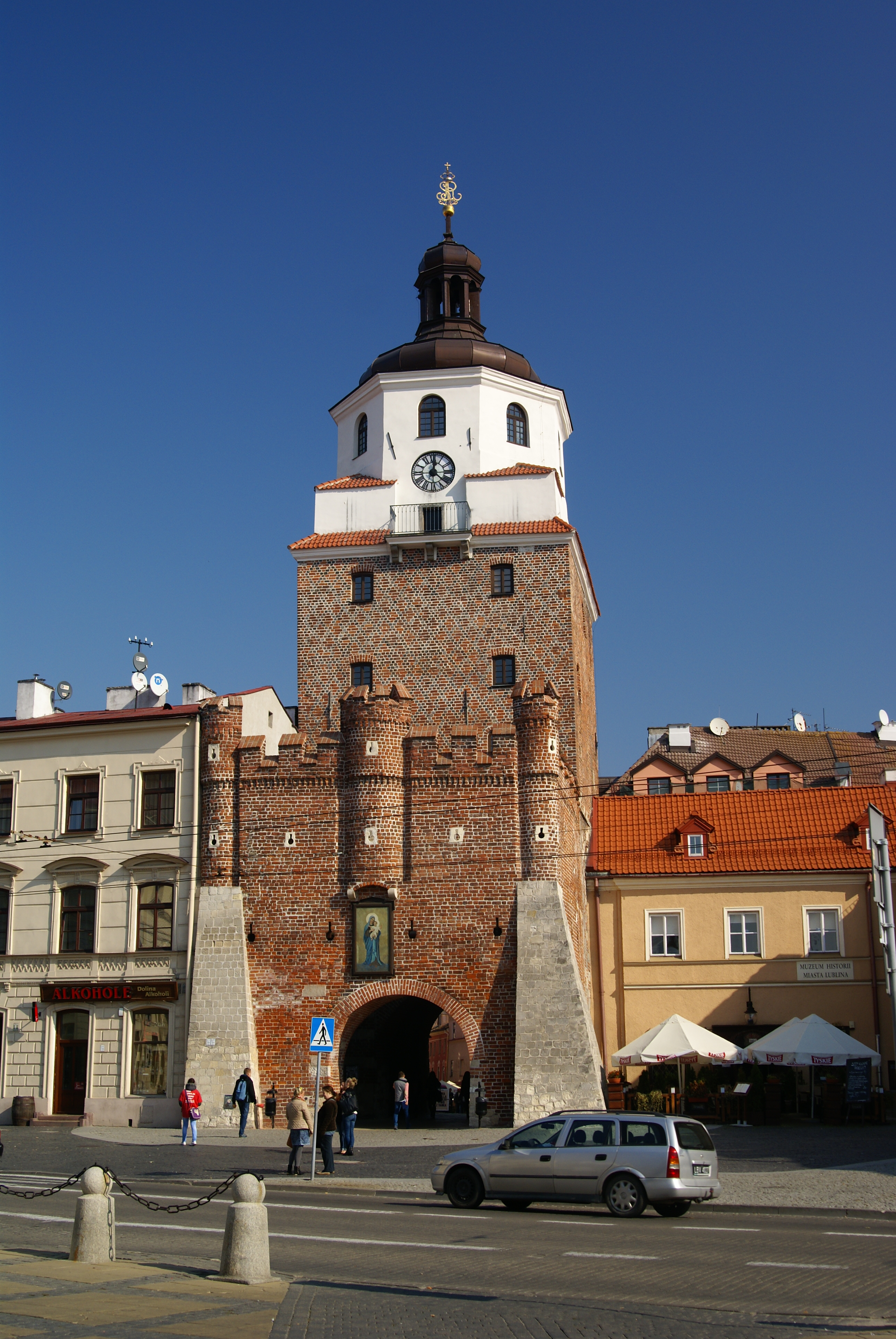
크라코프스카문

크라코프스카문(폴란드어: Brama Krakowska)은 폴란드 루블린에 있는 고딕 양식의 관문이다. 이 문은 루블린 구시가지에 있으며, 그 자체로 폴란드의 역사적 기념물이다.
이 탑은 루블린 성벽의 마지막 남은 구성 요소 중 하나다. 크라쿠프로 이어지는 길로 가는 길이었다. 또한 나팔수와 시계를 위한 시설도 갖추고 있다.

## 역사
카지미에시 3세의 통치 기간인 14세기에 지어졌다.
1787년에 스타니스와프 아우구스트 포니아토프스키 국왕이 이 건물을 개조했다. 19세기에 루블린시가 다시 개조했다. 1845년부터 소방대가 이 건물을 사용했다.